# Erías
Erías es una pedanía del municipio español de Pinofranqueado, perteneciente a la provincia de Cáceres (comunidad autónoma de Extremadura).

## Situación
Esta pequeña alquería de la comarca de Las Hurdes está ubicada al norte de la provincia, en la vertiente sur de la Peña de Francia, en el valle formado por el río Esperabán, al sur de Sierra de la Corredera y al este de la sierra de Gata.
Pertenece al Partido Judicial de Granadilla y el núcleo urbano más cercano es Aldehuela.

### Comunicaciones
Acceso por la carretera local CC-155 que tiene su inicio en la  autonómica EX-204, de Salamanca a Coria a la altura de Pinofranqueado (PK 42+970).

## Lugares de interés
Iglesia parroquial católica bajo la advocación de San Antonio de Padua, a cargo del párroco de Pinofranqueado, en la diócesis de Coria.
Probable asentamiento prerromano con restos llegados hasta nuestros días. En una visita a esta alquería no podemos dejar de ver su arco situado a la entrada del pueblo de origen árabe, la almazara de aceite construida con típicas pizarras hurdanas, los petroglífos de Las Erías y el Tesito de los Cuchillos, además de sus huertas y sus cerezos.
En esta localidad podemos admirar los trabajo de bálago y cestería tradicional de varias artesanas. Es una zona de gran belleza paisajística.

## Demografía
En el año 1981 contaba con 174 habitantes, concentrados en el núcleo principal, pasando a 83 en 2009.

## Fiestas
Se celebran el segundo fin de semana de junio, en honor a San Antonio de Padua.